# الهوتة (المكلا)

تعديل مصدري - تعديل

الهوتة هي إحدى قرى عزلة المكلا بمديرية المكلا التابعة لمحافظة حضرموت، بلغ تعداد سكانها 265 نسمة حسب تعداد اليمن لعام 2004.